# The Love Songs (album của Westlife)
The Love Songs là album tuyển tập chính thứ ba của ban nhạc nam Ireland Westlife, phát hành vào tháng 2 năm 2014, sau Unbreakable – The Greatest Hits Vol. 1 (2002) và Greatest Hits (2011).

## Danh sách track
| STT | Nhan đề                                        | Sáng tác                                                            | Album                                    | Thời lượng |
| --- | ---------------------------------------------- | ------------------------------------------------------------------- | ---------------------------------------- | ---------- |
| 1.  | "Unbreakable"                                  | Jörgen Elofsson, John Reid                                          | Unbreakable – The Greatest Hits Volume 1 | 4:31       |
| 2.  | "Mandy"                                        | Scott English, Richard Kerr                                         | Turnaround                               | 3:17       |
| 3.  | "Swear It Again"                               | Wayne Hector, Steve Mac                                             | Westlife                                 | 4:08       |
| 4.  | "Fool Again"                                   | Elofsson, David Kreuger, Per Magnusson                              | Westlife                                 | 3:53       |
| 5.  | "The Rose"                                     | Amanda McBroom                                                      | The Love Album                           | 3:38       |
| 6.  | "World of Our Own"                             | Hector, Mac, Dennis Morgan, Simon Climie                            | World of Our Own                         | 3:31       |
| 7.  | "My Love"                                      | Elofsson, Kreuger, Magnusson, Pelle Nylén                           | Coast to Coast                           | 3:51       |
| 8.  | "More Than Words"                              | Gary Cherone, Nuno Bettencourt                                      | Westlife                                 | 3:53       |
| 9.  | "What About Now"                               | Ben Moody, David Hodges, Josh Hartzler                              | Where We Are                             | 4:09       |
| 10. | "I Wanna Grow Old with You"                    | Nicky Byrne, Kian Egan, Markus Feehily, Shane Filan, Bryan McFadden | World of Our Own                         | 4:07       |
| 11. | "Something Right"                              | Arnthor Birgisson, Rami Yacoub, Savan Kotecha                       | Back Home                                | 3:12       |
| 12. | "Total Eclipse of the Heart"                   | Jim Steinman                                                        | The Love Album                           | 4:39       |
| 13. | "Us Against the World"                         | Birgisson, Kotecha, Yacoub                                          | Back Home                                | 3:59       |
| 14. | "You Raise Me Up"                              | Brendan Graham, Rolf Løvland                                        | Face to Face                             | 4:00       |
| 15. | "Let There Be Love"                            | Ian Grant, Lionel Rand                                              | ...Allow Us to Be Frank                  | 2:43       |
| 16. | "When You're Looking Like That" (Single Remix) | Max Martin, Andreas Carlsson, Yacoub                                | World of Our Own                         | 3:52       |

## Bảng xếp hạng
| Bảng xếp hạng (2014)   | Vị trí cao nhất |
| ---------------------- | --------------- |
| Irish Albums (IRMA)    | 49              |
| UK Budget Albums (OCC) | 18              |